# At the End of the Evening
Shadow of Time é o terceiro álbum da banda de new age irlandesa Nightnoise.
O álbum foi lançado em 1988 com o selo Windham Hill Records.

## Faixas
| N.º            | Título                 | Compositor(es)                    | Duração |  |
| 1.             | "Windell"              | Billy Oskay e Mícheál Ó Domhnaill | 3:47    |  |
| 2.             | "Of a Summer Morn"     | Mícheál Ó Domhnaill               | 3:21    |  |
| 3.             | "Hugh"                 | Tríona Ní Dhomhnaill              | 3:39    |  |
| 4.             | "Jaunting"             | Brian Dunning                     | 3:35    |  |
| 5.             | "The Courtyard"        | Billy Oskay                       | 2:48    |  |
| 6.             | "Bring Me Back A Song" | Mícheál Ó Domhnaill               | 4:50    |  |
| 7.             | "Snow on High Ground"  | Tríona Ní Dhomhnaill              | 3:43    |  |
| 8.             | "At the Races"         | Tríona Ní Dhomhnaill              | 3:06    |  |
| 9.             | "Forgotten Carnival"   | Brian Dunning                     | 3:30    |  |
| 10.            | "The Cuillin Hills"    | Tríona Ní Dhomhnaill              | 2:47    |  |
| 11.            | "Her Kansas Sun"       | Billy Oskay                       | 3:35    |  |
| 12.            | "End of the Evening"   | Tríona Ní Dhomhnaill              | 5:06    |  |
| 13.            | "The Swan"             | Mícheál Ó Domhnaill               | 3:17    |  |
| Duração total: | Duração total:         | Duração total:                    | 47:04   |  |

## Desempenho em Paradas Musicais

### Álbum
| Ano  | Ranking            | Posição | Ref.        |
| ---- | ------------------ | ------- | ----------- |
| 1988 | Top New Age Albums | #10     | [ 1 ] [ 2 ] |